# Visconde de Dominguizo
Visconde de Dominguizo, em grafia moderna Dominguiso, é um título nobiliárquico criado por D. Luís I de Portugal, por Decreto de 2 de Agosto e Carta de 7 de Setembro de 1871, em favor de Teodora Alexandrina de Almeida Pais Castelo Branco.
Titulares
1. Teodora Alexandrina de Almeida Pais Castelo Branco, 1.ª Viscondessa de Dominguizo.